# Sandra Nasić
Sandra Nasić (Göttingen, 25. svibnja 1976.) je njemačka pjevačica hrvatskih korijena. Najpoznatija je po svome radu u njemačkoj rock grupi Guano Apes čija je članica bila od 1994. do raspada benda 2005. Tada je krenula u solo karijeru te je 16. listopada 2007. izdala prvi samostalni album The Signal. 2009. dolazi do ponovnog ujedinjenja sa sastavom Guano Apes, a 2011. objavljuju album "Bel Air". Sandra danas živi u Berlinu.

## Vanjske poveznice
- Službena stranica  Arhivirana inačica izvorne stranice od 31. ožujka 2008. (Wayback Machine)
- Fan Stranica  Arhivirana inačica izvorne stranice od 14. travnja 2016. (Wayback Machine)